# 王汉中
王汉中（1963年12月27日—），湖南涟源人，中国油菜遗传育种学家。1984年毕业于华中农学院，1987年、1990年先后获得华中农业大学硕士和博士学位。2017年当选为中国工程院院士。